# Teinobasis euglena
Teinobasis euglena – gatunek ważki z rodziny łątkowatych (Coenagrionidae).